# Armissan
Armissan é uma comuna francesa na região administrativa de Occitânia, no departamento de Aude. Estende-se por uma área de 12,51 km². Em 2010 a comuna tinha 1 546 habitantes (densidade: 123,6 hab./km²).